# Acholi (peuple)
Pour les articles homonymes, voir Acholi.
Les Acholi sont une population d'Afrique de l'Est vivant principalement en Ouganda, au nord-est du lac Albert, mais également au Soudan du Sud. Cette région est parfois désignée sous le nom de « Acholiland » – une appellation non officielle. Les Acholi font partie du groupe Luo.

## Ethnonymie
Selon les sources et le contexte, on observe différentes formes : Acholis, Acoli, Acolis, Acooli, Gang, Gan, Gans, Makjuru, Shuli.

## Population
D'après le recensement de 2002, on dénombrait 1 145 357 Acholis en Ouganda.

## Langues
Ils parlent l'acholi, une langue nilotique, dont le nombre de locuteurs était d'environ 1 170 000 lors du recensement de 2002 en Ouganda. L'anglais et le swahili sont également utilisés.

## Personnalités d'origine acholi
- Milton Obote, ancien président de l'Ouganda.
- Joseph Kony, chef des rebelles de l'Armée de résistance du Seigneur.
- Alice Lakwena (Alice Auma), prophétesse fondatrice du Holy Spirit Mobile Forces (ou Holy Spirit Movement).
- Betty Ogwaro, femme politique et ministre sud-soudanaise.
- Geoffrey Oryema, chanteur exilé en France.

### Discographie
- (en) Tipu Pa Acholi. The spirit of Acholi : songs and dances of the Acholi in Uganda, Pan Americana, 2005 (enregistrement 1994).